# Liste des émissions Big Brother (Royaume-Uni)

Il s'agit d'une liste complète d'émissions concernant Big Brother UK et Celebrity Big Brother. L'édition civile s'est déroulée de 2000 à 2018 et l'édition des célébrités de 2001 à 2018.

## Big Brother
Big Brother était une émission quotidienne qui présentait les faits marquants des événements survenus dans la maison Big Brother la veille. De 2000 à 2010, lors de la diffusion sur Channel 4, l'émission durait généralement 60 minutes si elle était diffusée à 21 heures, et 75 minutes si elle était diffusée à 22 heures. L'émission était parfois appelée "Channel 4 show", "catch-up show", "main show" ou "highlights show". Le vendredi, elle était diffusée en première partie de l'émission d'éviction. L'émission a été diffusée par Channel 5 de 2010 à 2018 et a duré 60 minutes chaque soir. Il n'y avait pas de titre de Big Brother pendant la séquence d'ouverture ou après les coupures publicitaires, car la musique et le Big Brother Eye étaient censés être connus de la plupart des gens.

### Big Brother Eviction
Big Brother Eviction est un programme dans lequel un colocataire est expulsé de la maison de Big Brother.

#### Channel 4
De 2000 à 2010, pendant la diffusion sur Channel 4, l'émission a été diffusée en deux parties le vendredi à partir de 21 heures, présentée par Davina McCall. Les 60 premières minutes de l'émission étaient consacrées aux moments forts de la journée précédente, dans le même format que Big Brother.
L'émission est revenue à 22 h 35 pour une demi-heure, lorsque le colocataire ayant obtenu le plus grand pourcentage de votes du public a été expulsé et interviewé par McCall. À la fin de l'interview, le candidat évincé se voit montrer son "temps dans la maison", une compilation de ses moments les plus mémorables dans la maison. Pendant Big Brother 10, deux invités spéciaux, tels que des célébrités et des psychologues, se sont joints à la personne expulsée pour lui poser des questions et lui donner leur avis sur la façon dont elle s'est comportée dans la maison, mais cela n'a pas été repris dans les séries suivantes.
Les émissions d'éviction sont souvent prolongées si quelque chose de spécial se produit ce soir-là, comme de nouveaux colocataires, une double éviction ou une tâche secrète. Les horaires ont été brièvement modifiés dans Big Brother 9 afin d'améliorer l'audimat, mais ils sont rapidement revenus à la normale.

#### Channel 5
Celebrity Big Brother 8 n'a vu qu'une seule émission d'éviction diffusée à 21 heures vendredi. Les 45 premières minutes de cette émission ont été consacrées aux moments forts de la journée précédente dans la maison.
Les 15 dernières minutes de cette même émission sont consacrées à l'éviction de la candidate qui a obtenu le plus petit pourcentage de votes du public pour être sauvée et qui est interviewée par Dowling. A la fin de l'interview, le candidat évincé se voit montrer son "temps dans la maison", une compilation de ses moments les plus mémorables dans la maison.
Depuis le début de la série 2011 de Big Brother, deux émissions d'éviction ont été diffusées, dans le même format que les émissions d'éviction de Channel 4. Au cours de la première émission, les moments forts de la journée précédente dans la maison sont diffusés. Lors de la seconde émission, le colocataire ayant obtenu le moins de votes pour être sauvé est expulsé et interviewé par Brian Dowling. Cette émission est préenregistrée environ une demi-heure avant sa diffusion.
Celebrity Big Brother 9 a repris le même format d'émission d'éviction que la huitième série, à l'exception de la dernière semaine où deux épisodes ont été diffusés. Le premier épisode a été diffusé à 21 heures, avec les moments forts et une éviction. La deuxième émission, diffusée à 23 heures, comprenait une nouvelle éviction et une interview.
Big Brother 13 a commencé par des émissions d'éviction de la même durée que les épisodes de Celebrity Big Brother 8 pour les quatre premières évictions, avec une diffusion en direct pendant une demi-heure sur 5*. Cependant, Channel 5 est revenue à l'horaire de 21 heures et de 23 heures de la cinquième à la septième semaine, les moments forts et l'annonce de l'éviction étant diffusés à 21 heures, et l'éviction et l'interview ayant lieu pendant l'émission de 23 heures.
Pendant Big Brother 14, les émissions d'éviction ont pris un format de 90 minutes et ont été diffusées entre 21 heures et 22 h 30 sur Channel 5. Ce format a été suivi tout au long de la série. L'émission d'éviction était suivie de Big Brother's Bit on the Side à 22h30 et de Big Brother : Live from the House à 23h30.
La première semaine de Big Brother 15 s'est déroulée sous la forme originale de deux émissions (à 21 heures pour les moments forts et à 23 heures pour l'éviction de Tamara Stewart-Wood), mais à partir de la deuxième semaine, le format d'une seule émission de 90 minutes a été rétabli, l'éviction ayant lieu juste après 22 heures.

## Big Brother's Bit on the Side
Big Brother's Bit on the Side est une émission quotidienne d'information et de magazine sur Big Brother, présentée par Rylan Clark-Neal tous les soirs de la semaine. Emma Willis présentait auparavant l'émission les soirs de non-éviction, mais depuis février 2015, Clark est devenu le seul présentateur. L'émission est filmée dans la scène 6 des studios d'Elstree, à quelques pas de la maison principale.
Pendant Big Brother 14, l'émission du samedi a été rebaptisée Big Brother's Bit on the Psych et s'est concentrée sur l'analyse psychologique des colocataires. Elle était présentée par Rylan Clark et ses coanimateurs Iain Lee et Luisa Zissman. L'émission du dimanche a été rebaptisée Rylan's Supersized Celebrity Sunday en 2013 et s'est concentrée sur les invités célèbres et les divertissements. Les éditions du samedi et du dimanche de Bit on the Side ne sont pas revenues pour Celebrity Big Brother 15, ce qui signifie que l'émission n'a été diffusée que 5 fois par semaine. Avant Big Brother 14, l'émission était présentée par Emma Willis en semaine, et par Jamie East et Alice Levine le week-end.
Le 2 février 2015, il a été annoncé qu'Emma Willis avait décidé de quitter son rôle dans Bit on the Side afin de se concentrer sur la présentation de l'émission principale et de réduire sa charge de travail. Le premier épisode de l'émission a été diffusé sur Channel 5 à 22h30 le 18 août, juste après le lancement de la série 2011 sur les célébrités, avec Alex Reid comme premier panéliste de l'émission.

### Format
L'émission propose des débats et des conversations sur les derniers événements de la maison avec un public en studio et un panel de célébrités. Pendant Big Brother 2011, l'édition du samedi a pris la forme d'une émission de chat avec des invités célèbres et l'édition du dimanche était un "jeu télévisé du dimanche", basé sur l'action de la semaine dans la maison, avec Josie Gibson et Jamie East en tant que capitaines d'équipe habituels. Chaque édition quotidienne contient également un reportage sur l'action de la journée dans la maison Big Brother. L'émission contient également un résumé de l'activité en ligne qui était présenté par un membre de l'équipe numérique jusqu'en janvier 2015. Il est désormais intégré à l'émission principale et présenté par le présentateur de la soirée.

### Modifications
Le 17 avril 2013, il a été annoncé qu'Alice Levine et Jamie East quitteraient l'émission. Le 14 mai, Channel 5 a confirmé que Rylan Clark et AJ Odudu présenteront l'émission, aux côtés de Willis du mardi au jeudi et après l'éviction chaque semaine. Clark présentera également une édition de l'émission le dimanche midi. Elle est sous-titrée Rylan's Supersized Celebrity Sunday.
Également une émission dérivée, Big Brother's Bit on the Psych serait diffusée le samedi soir (à la place de BBBOTS), avec des invités et des psychologues examinant le comportement des colocataires au cours de la semaine, animée par AJ et Iain Lee. Cette émission est similaire à d'autres émissions basées sur la psychologie qui ont été diffusées précédemment, notamment Big Brother : On the Couch, diffusée pendant BB8 et animée par McCall.
AJ n'a pas repris le Bit on the Side en janvier 2014 et a été remplacé par Rylan en tant que seul présentateur les jours où Emma ne travaillait pas. Il a également repris la présentation de Bit on the Psych aux côtés de Iain Lee qui a été promu coanimateur régulier. Pendant la série de janvier, Carol McGiffin était une panéliste régulière, mais elle a été remplacée par Luisa Zissman à partir de l'été 2014.
Pour la 15e série de Celebrity Big Brother en janvier 2015, Bit on the Side a été réduit de 6 épisodes par semaine à 5 épisodes par semaine. Pendant Big Brother 16, Channel 5 a annoncé que l'émission serait prolongée le lundi soir et renommée Big Brother's Bigger Bit on The Side ; l'émission proposait des analyses supplémentaires des colocataires, plus d'exclusivités et plus d'invités célèbres. On ne sait pas encore si les éditions prolongées seront maintenues pour Celebrity Big Brother 16.
En août 2015, il a été révélé que Bit on the Side reviendrait à son format original de 7 nuits par semaine pour la 16e édition de Celebrity Big Brother. Les épisodes en semaine seraient diffusés sur Channel 5, et les épisodes du week-end sur 5*. L'édition du week-end s'intitulait Big Brother's Bit on the State Side et était présentée par Rylan Clark-Neal.

### Panélistes
Les émissions en semaine présentent un panel d'invités. Parmi les invités qui ont participé à l'émission jusqu'à présent, on trouve de nombreux anciens candidats de Big Brother et Celebrity Big Brother, ainsi que d'autres célébrités qui ne sont pas directement liées à Big Brother, comme Kate Walsh et Jay Camilleri de la série Dirty Sexy Things sur E4. L'ancien coanimateur de Bit on the Side, AJ Odudu, est également apparu à l'occasion, de même que les anciens animateurs Jamie et Alice (dans les émissions de semaine).

#### Panélistes réguliers et présentateurs de sujets d'actualité
- Kerry Katona (2011–18)
- Nikki Grahame (2011–18)
- Lisa Appleton (2011, 2013–18)
- Nicola McLean (2011–18)
- Sinitta (2011–14, 2016–18)
- Gemma Collins (2012–18)
- Denise Welch (2012–18)
- Rustie Lee (2012–18)
- Carol McGiffin (2012–18)
- Kim Woodburn (2012–18)
- Roman Kemp (2012–13, 2015, 2017–18)
- Charlotte Crosby (2013–18)
- Katie Price (2013–18)
- Christian Howes (2013-17)
- Stephanie Pratt (2013–18)
- Su Pollard (2013–18)
- Nina Wadia (2014–18)
- Eamonn Holmes (2014–18)
- Luisa Zissman (2014–18)
- Anthony Costa (2014–18)
- James Jordan (2014–18)
- Philip Olivier (2014–18)
- Michelle Visage (2014–18)
- Bobby-Cole Norris (2015–18)
- Dan Wootton (2015–18)
- Ricky Norwood (2015–18)
- Tyger Drew-Honey (2015–18)
- Tiffany Pollard (2016–18)
- Kieron Richardson (2016–18)
- Ola Jordan (2016–18)
- Andy West (2016–18)
- Ian "H" Watkins (2017–18)
- Trisha Goddard (2017–18)
- Tom Read Wilson (2017–18)
- Amy Childs (2011–13, 2015)
- Kian Egan (2011–12)
- Martin Kemp (2012–13)
- Coleen Nolan (2012–15)
- Aisleyne Horgan Wallace (2011–15)
- Gillian Taylforth (2013)
- Lee Ryan (2014)
- Jim Davidson (2014–15)
- Christopher Biggins (2014–16)
- Stephanie Davis (2017)

### Diffusion
| Série                    | Lundi     | Mardi     | Mercredi  | Jeudi     | Vendredi  | Samedi    | Dimanche  |
| ------------------------ | --------- | --------- | --------- | --------- | --------- | --------- | --------- |
| Celebrity Big Brother 8  | Channel 5 | 5*        | 5*        | Channel 5 | Channel 5 | 5*        | 5*        |
| Big Brother 12           | Channel 5 | 5*        | 5*        | Channel 5 | Channel 5 | 5*        | 5*        |
| Celebrity Big Brother 9  | Channel 5 | Channel 5 | Channel 5 | Channel 5 | Channel 5 | 5*        | 5*        |
| Big Brother 13           | Channel 5 | Channel 5 | Channel 5 | Channel 5 | Channel 5 | 5*        | 5*        |
| Celebrity Big Brother 10 | Channel 5 | Channel 5 | Channel 5 | Channel 5 | Channel 5 | 5*        | 5*        |
| Celebrity Big Brother 11 | Channel 5 | Channel 5 | Channel 5 | Channel 5 | Channel 5 | Channel 5 | Channel 5 |
| Big Brother 14           | Channel 5 | Channel 5 | Channel 5 | Channel 5 | Channel 5 | Channel 5 | Channel 5 |
| Celebrity Big Brother 12 | Channel 5 | Channel 5 | Channel 5 | Channel 5 | Channel 5 | Channel 5 | Channel 5 |
| Celebrity Big Brother 13 | Channel 5 | Channel 5 | Channel 5 | Channel 5 | Channel 5 | Channel 5 | —         |
| Big Brother 15           | Channel 5 | Channel 5 | Channel 5 | Channel 5 | Channel 5 | Channel 5 | —         |
| Celebrity Big Brother 14 | Channel 5 | Channel 5 | Channel 5 | Channel 5 | Channel 5 | Channel 5 | —         |
| Celebrity Big Brother 15 | Channel 5 | Channel 5 | Channel 5 | Channel 5 | Channel 5 | —         | —         |
| Big Brother 16           | Channel 5 | Channel 5 | Channel 5 | Channel 5 | Channel 5 | —         | —         |
| Celebrity Big Brother 16 | 5*        | 5*        | Channel 5 | Channel 5 | Channel 5 | Channel 5 | Channel 5 |
| Celebrity Big Brother 17 | Channel 5 | Channel 5 | Channel 5 | Channel 5 | Channel 5 | —         | —         |
| Big Brother 17           | Channel 5 | Channel 5 | Channel 5 | Channel 5 | Channel 5 | —         | —         |
| Celebrity Big Brother 18 | Channel 5 | Channel 5 | Channel 5 | Channel 5 | Channel 5 | —         | 5Star     |
| Celebrity Big Brother 19 | Channel 5 | Channel 5 | Channel 5 | Channel 5 | Channel 5 | —         | —         |
| Big Brother 18           | Channel 5 | Channel 5 | Channel 5 | Channel 5 | Channel 5 | —         | —         |
| Celebrity Big Brother 20 | Channel 5 | Channel 5 | Channel 5 | Channel 5 | Channel 5 | —         | 5Star     |
| Celebrity Big Brother 21 | Channel 5 | Channel 5 | Channel 5 | Channel 5 | Channel 5 | —         | —         |
| Celebrity Big Brother 22 | Channel 5 | Channel 5 | Channel 5 | Channel 5 | Channel 5 | —         | —         |
| Big Brother 19           | Channel 5 | Channel 5 | Channel 5 | Channel 5 | Channel 5 | —         | —         |

### Présentateurs
| Série                    | Lundi                  | Mardi            | Mercredi             | Jeudi            | Vendredi               | Samedi                  | Dimanche                |             |
| ------------------------ | ---------------------- | ---------------- | -------------------- | ---------------- | ---------------------- | ----------------------- | ----------------------- | ----------- |
| Celebrity Big Brother 8  | Emma Willis Jamie East | Emma Willis      | Emma Willis          | Emma Willis      | Emma Willis Jamie East | Alice Levine Jamie East | Alice Levine Jamie East |             |
| Big Brother 12           | Emma Willis Jamie East | Emma Willis      | Emma Willis          | Emma Willis      | Emma Willis Jamie East | Alice Levine Jamie East | Alice Levine Jamie East |             |
| Celebrity Big Brother 9  | Emma Willis Jamie East | Emma Willis      | Emma Willis          | Emma Willis      | Emma Willis Jamie East | Alice Levine Jamie East | Alice Levine Jamie East |             |
| Big Brother 13           | Emma Willis Jamie East | Emma Willis      | Emma Willis          | Emma Willis      | Emma Willis Jamie East | Alice Levine Jamie East | Alice Levine Jamie East |             |
| Celebrity Big Brother 10 | Emma Willis Jamie East | Emma Willis      | Emma Willis          | Emma Willis      | Emma Willis Jamie East | Alice Levine Jamie East | Alice Levine Jamie East |             |
| Celebrity Big Brother 11 | Emma Willis Jamie East | Emma Willis      | Emma Willis          | Emma Willis      | Emma Willis Jamie East | Alice Levine Jamie East | Alice Levine Jamie East |             |
| Big Brother 14           | AJ Odudu Rylan Clark   | Emma Willis      | Emma Willis          | Emma Willis      | AJ Odudu Rylan Clark   | AJ Odudu Iain Lee       | Rylan Clark             |             |
| Celebrity Big Brother 12 | Emma Willis            | Emma Willis      | Rylan Clark AJ Odudu | Emma Willis      | AJ Odudu Rylan Clark   | AJ Odudu Iain Lee       | Rylan Clark             |             |
| Celebrity Big Brother 13 | Emma Willis            | Emma Willis      | Rylan Clark          | Emma Willis      | Rylan Clark            | Rylan Clark Iain Lee    | —                       |             |
| Big Brother 15           | Rylan Clark            | Emma Willis      | Emma Willis          | Emma Willis      | Rylan Clark            | Rylan Clark Iain Lee    | —                       |             |
| Celebrity Big Brother 14 | Emma Willis            | Emma Willis      | Rylan Clark          | Emma Willis      | Rylan Clark            | Rylan Clark Iain Lee    | —                       |             |
| Celebrity Big Brother 15 | Emma Willis            | Rylan Clark      | Emma Willis          | Emma Willis      | Rylan Clark            | —                       | —                       |             |
| Big Brother 16           | Rylan Clark            | Rylan Clark      | Rylan Clark          | Rylan Clark      | Rylan Clark            | —                       | —                       |             |
| Celebrity Big Brother 16 | Rylan Clark            | Rylan Clark      | Rylan Clark          | Rylan Clark      | Rylan Clark            | Rylan Clark             | Rylan Clark             | Rylan Clark |
| Celebrity Big Brother 17 | Rylan Clark-Neal       | Rylan Clark-Neal | Rylan Clark-Neal     | Rylan Clark-Neal | Rylan Clark-Neal       | —                       | —                       |             |
| Big Brother 17           | Rylan Clark-Neal       | Rylan Clark-Neal | Rylan Clark-Neal     | Rylan Clark-Neal | Rylan Clark-Neal       | —                       | —                       |             |
| Celebrity Big Brother 18 | Rylan Clark-Neal       | Rylan Clark-Neal | Rylan Clark-Neal     | Rylan Clark-Neal | Rylan Clark-Neal       | —                       | Rylan Clark-Neal        |             |
| Celebrity Big Brother 19 | Rylan Clark-Neal       | Rylan Clark-Neal | Rylan Clark-Neal     | Rylan Clark-Neal | Rylan Clark-Neal       | —                       | —                       |             |
| Big Brother 18           | Rylan Clark-Neal       | Rylan Clark-Neal | Rylan Clark-Neal     | Rylan Clark-Neal | Rylan Clark-Neal       | —                       | —                       |             |
| Celebrity Big Brother 20 | Rylan Clark-Neal       | Rylan Clark-Neal | Rylan Clark-Neal     | Rylan Clark-Neal | Rylan Clark-Neal       | —                       | Rylan Clark-Neal        |             |
| Celebrity Big Brother 21 | Rylan Clark-Neal       | Rylan Clark-Neal | Rylan Clark-Neal     | Rylan Clark-Neal | Rylan Clark-Neal       | —                       | —                       |             |
| Celebrity Big Brother 22 | Rylan Clark-Neal       | Rylan Clark-Neal | Rylan Clark-Neal     | Rylan Clark-Neal | Rylan Clark-Neal       | —                       | —                       |             |
| Big Brother 19           | Rylan Clark-Neal       | Rylan Clark-Neal | Rylan Clark-Neal     | Rylan Clark-Neal | Rylan Clark-Neal       | —                       | —                       |             |